# 엠마뉴엘 인 아프리카
엠마뉴엘 인 아프리카(Emmanuelle In Africa, Emanuelle Nera)는 이탈리아에서 제작된 앨버트 토머스 감독의 1975년 드라마 영화이다. 카린 슈버트 등이 주연으로 출연하였다.

## 출연

### 주연
- 카린 슈버트
- 안젤로 인판티

### 조연
- 로라 겜서
- 가브리엘 틴티
- 베난티노 베난티니